# Max Jason Mai
Miroslav "Miro" Šmajda, també conegut com a Max Jason Mai, (Košice, 27 de novembre de 1988) és un cantant eslovac, conegut després de participar en el concurs Česko Slovenská Superstar (la versió txec-eslovaca de "Pop Idol"), on va acabar en segon lloc.
Al novembre de 2011, Miro Šmajda va ser anunciat oficialment com a representant d'Eslovàquia en el Festival d'Eurovisió de 2012, a Bakú (Azerbaidjan), però dies després desavinences entre la televisió eslovaca i Šmajda en alguns termes del contracte van desdir l'anunci, sense donar per tancada la negociació. Finalment, el 7 de març de 2012, la seva participació en Eurovisió va ser confirmada sota el seu nou àlies Max Jason Mai amb la cançó "Don't close your eyes".

## Végeu també
- Eslovàquia al Festival de la Cançó d'Eurovisió 2012